# Kościół św. Barbary w Witebsku
Kościół św. Barbary w Witebsku (biał. Касцёл святой Барбары ў Віцебску) – rzymskokatolicki kościół pod wezwaniem św. Barbary, znajdujący się w Witebsku.

## Historia
Kościół zbudowano jako cmentarny w 1785 roku. Został ufundowany przez marszałka powiatu horodeckiego Antoniego Kossowa. Wokół niego powstał cmentarz. W latach 1884–1885 został przebudowany w stylu neoromańskim według projektu architekta Wiktora Junoszy-Piotrowskiego (m.in. wybudowano dwie wieże). Został zamknięty w latach 30. XX wieku, a w czasie II wojny światowej częściowo zniszczony.  
W latach powojennych w świątyni mieścił się magazyn nawozów sztucznych. W 1987 w zrujnowanym kościele postanowiono urządzić salę koncertową. W 1990 roku zwrócony wiernym, w latach 1991-1998 był remontowany. W 1993 roku został poświęcony przez abp Kazimierza Świątka. W latach 1999–2011 kościół pełnił funkcję katedry nowo powstałej diecezji witebskiej. Obecnie katedrą jest świątynia Jezusa Miłosiernego w Witebsku, konsekrowana w 2009 roku. Kościół nadal przechodzi konieczne remonty, które dofinansowało Ministerstwo Kultury i Dziedzictwa Narodowego Rzeczypospolitej Polskiej. 

## Galeria

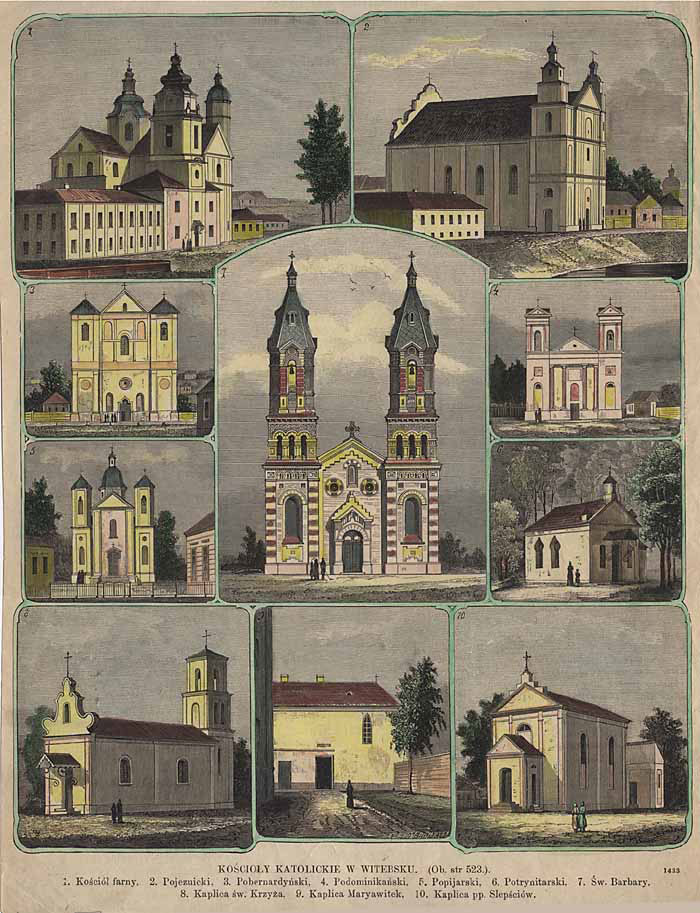
Projekt przebudowy kościoła z 1873 roku (il. centralna)
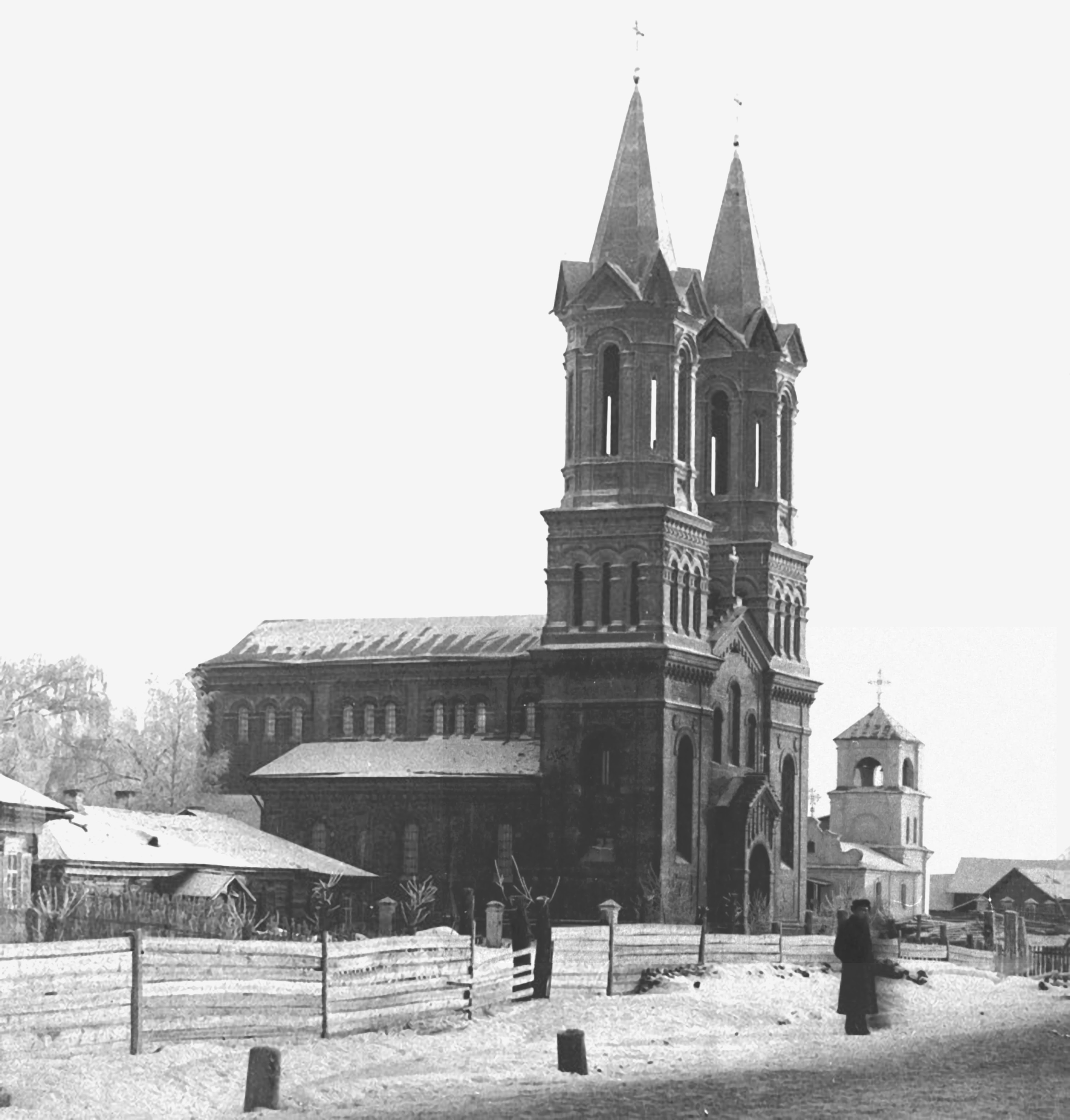
Kościół w XIX wieku
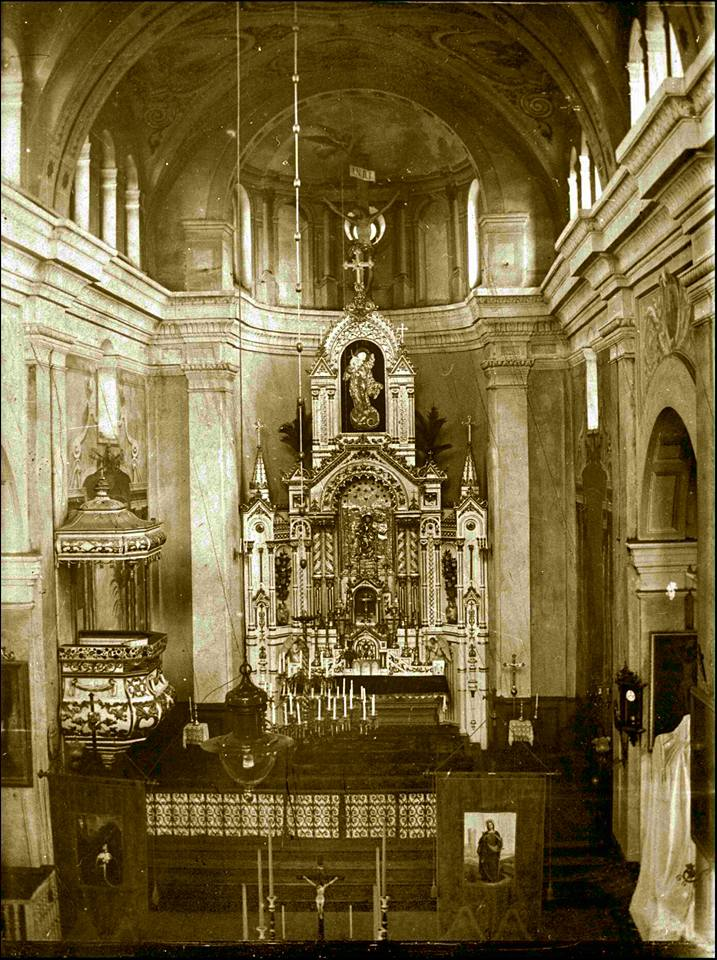
Wnętrze pod koniec XIX wieku
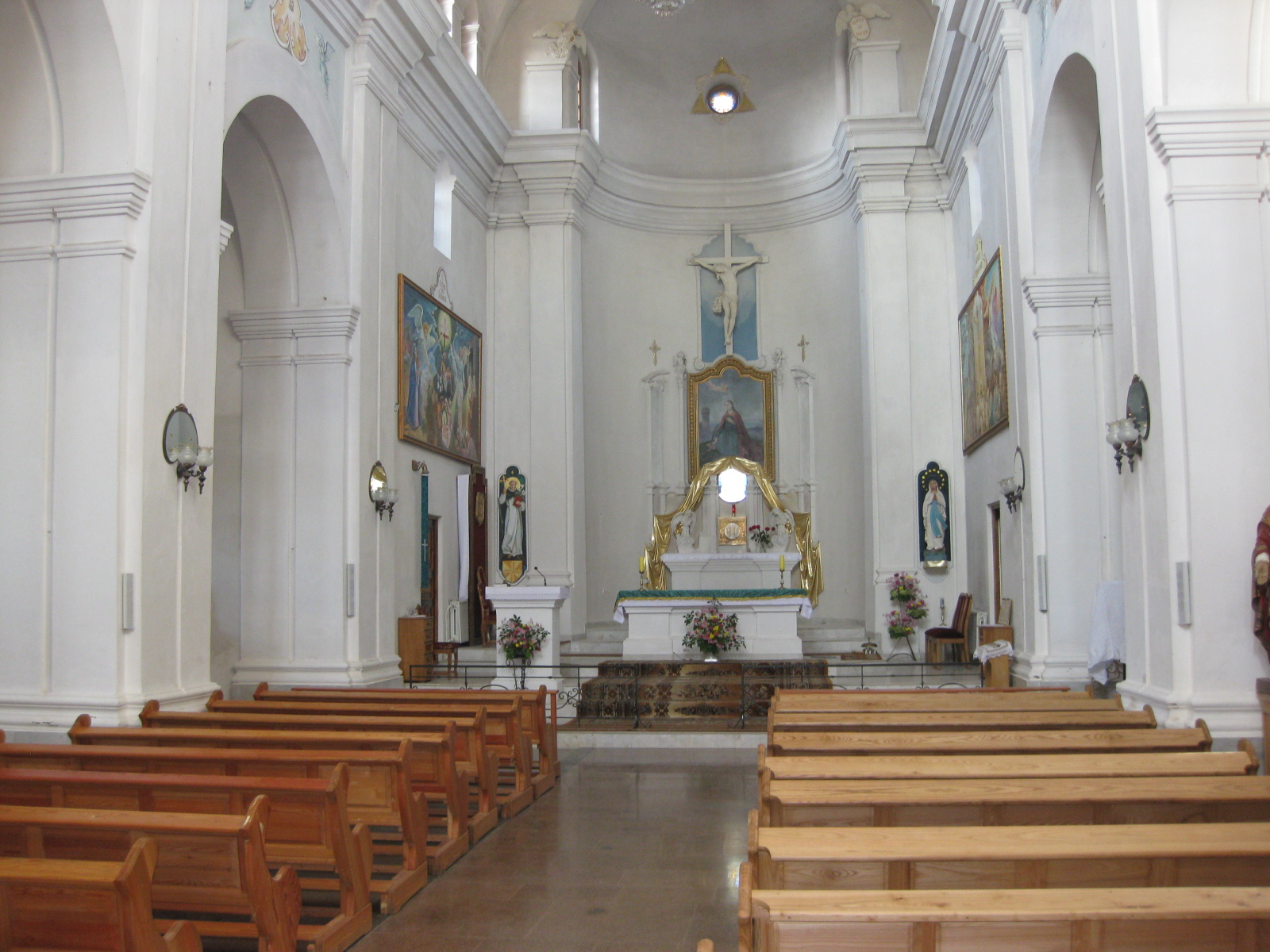
Wnętrze obecnie
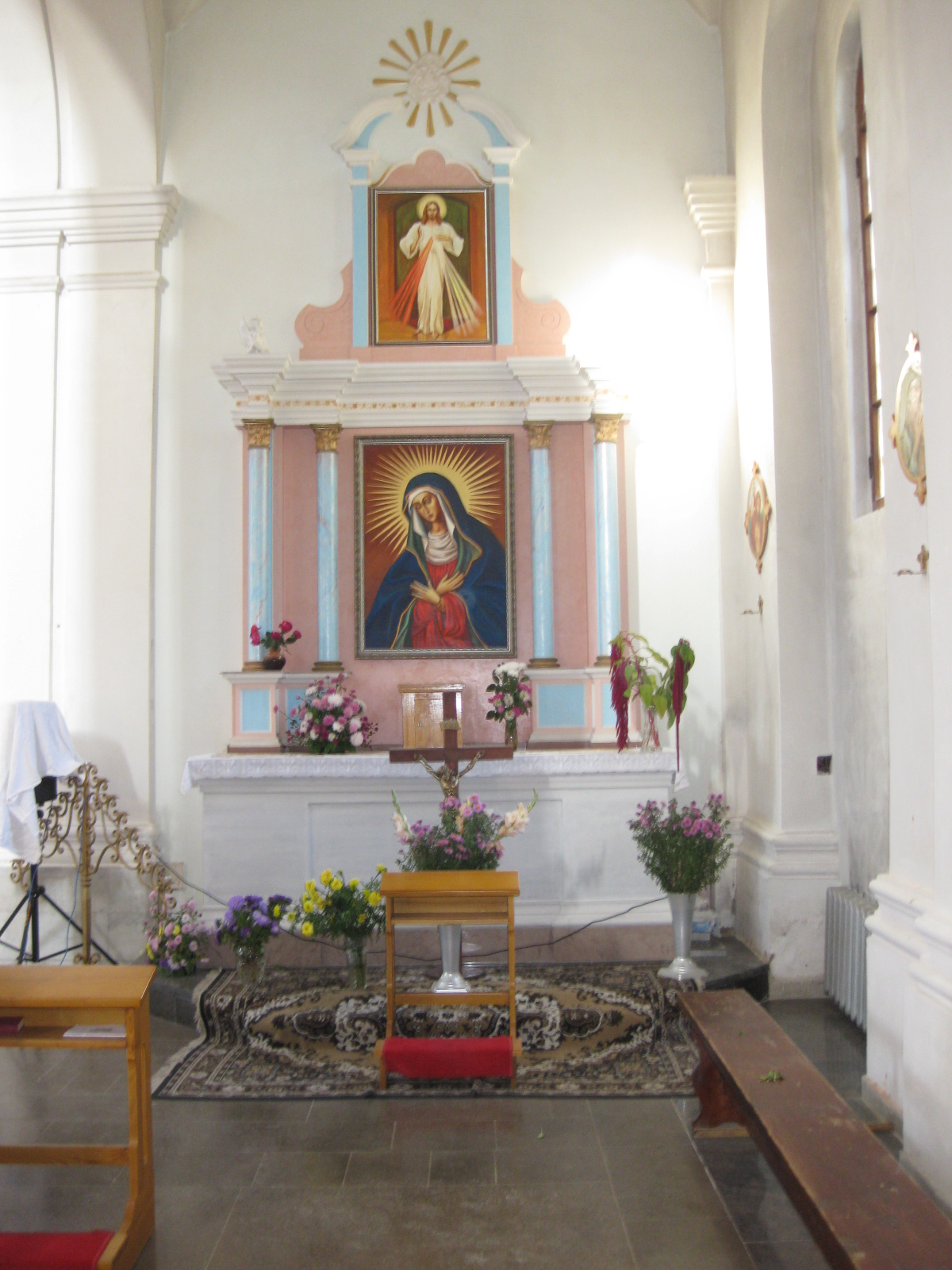
Ołtarz boczny